# Sceliphron isaaci
Sceliphron isaaci är en biart som beskrevs av Jha och Farooqi 1995. Sceliphron isaaci ingår i släktet Sceliphron och familjen grävsteklar. Inga underarter finns listade i Catalogue of Life.